# Giacomo Chizzola
Giacomo Chizzola (* 1502 in Brescia; † 1586 ebenda) war ein italienischer Humanist und Gelehrter.
Er entstammte einer angesehenen Brescianer Familie. Chizzola war ein universeller Geist und Humanist, Doktor der Rechte, Richter, Ökonom, Diplomat und sehr sozial engagiert.
1531 wurde er Mitglied des „Consiglio generale“, des Staatsrates von Brescia. Er kümmerte sich um Straßenkinder, war Mitbegründer eines Spitals der Unheilbaren, Förderer und Protektor der Hl. Angela Merici, der Gründerin des Ursulinenordens.
Er begründete 1548 eine der ersten Agrarakademien Europas in Rezzato (BS) und war mehrfach als Sonderbotschafter für Brescia oder die Republik Venedig tätig. Er war Protektor von Angela Merici, der Gründerin des römisch-katholischen Ursulinenordens.

## Leben und Wirken
Chizzola beendete 1527 sein Studium der Rechte in Padua. Schon mit 29 Jahren trat Chizzola in der Öffentlichkeit hervor. Nach vielen militärischen Auseinandersetzungen in der Adria verlangte Venedig 1529 vom Festland, der Terraferma, die Bereitstellung von 15.000 Rindern. Noch als junges Mitglied des Stadtrates konnte er, als die Republik Venedig von der Provinz Brescia jährlich 1000 Ochsen verlangte, mit Redegewandtheit und Erfolg in Verhandlungen die Abschaffung dieser Zahlung erreichen, da das Land sehr stark bevölkert war und es nicht genug Futter gab, um die 1000 Ochsen und die eigenen Tiere zu versorgen. Als Advokat und Diplomat war er 17-mal als Botschafter der Republik zu den verschiedensten Problemen entsandt worden.
Giacomo kümmerte sich bereits ab 1532 nach dem Vorbild von Girolamo Miani (1486–1537) um Straßenkinder und unheilbar Kranke. 1553 reiste Chizzola mit Kardinal Pole und anderen Delegierten in diplomatischer Mission von Brescia nach Deutschland um über den Frieden zwischen dem Kaiser und dem König von Frankreich zu verhandeln, doch wurde diese Mission vom Kaiser vorzeitig abgebrochen und die Abordnung in anderer Mission nach England gesandt. Chizzola fuhr nach Brüssel, Antwerpen und Paris mit, zog es jedoch vor, nach Brescia zurückzukehren, da er „die Luft von Brescia nicht mit der Luft bei Hofe tauschen wollte“. Über Paris fuhr er noch nach Rom um dem Papst Bericht zu erstatten.
In den Jahren 1558–1561 hatten sich die Cremoneser am Oglio (westlicher Grenzfluss) Land angeeignet und ein Edikt herausgegeben, dass dafür außer Kaiser Karl V. niemand anderer – weder Fürst noch Republik – zuständig sei. So fuhr Chizzola nach Venedig, Mailand und Regensburg und erlangte dort in Begleitung des Gesandten der Republik Venedig die Annullierung des Ediktes. Gegen den Senat von Mailand und gegen die Cremoneser wurden die Rechte der Brescianer bezüglich der Schifffahrt, Mühlen etc. am Oglio wieder hergestellt.
1561 vermittelte er in einem Konflikt mit Ferrara. Zu seiner Sicherheit erhielt er 1562 vom Dogen das Recht Waffen zu tragen.
Chizzola wurde 1563 als einer der Advokaten eingesetzt, um als Gesandter der Republik Venedig am Kongress zu Udine mit österreichischen Erzherzögen die Grenzen nahe der Adria mit Friaul Friaul festzusetzen, wo sich die Uskoken, christliche Flüchtlinge aus dem von den Osmanen besetzten Land an der habsburgisch-adriatischen Küste aufhielten und als Piraten die Schifffahrt, überwiegend die der Venezianer, behinderten, was die Österreicher nicht so sehr störte. Ebenfalls 1563 verhandelte er dort für Venedig mit dem Kaiserreich erfolgreich die Rechte der Schifffahrt in der Adria, ein als lebenswichtiges und seit dem Fall Konstantinopels Venedig zugefallenes und allseits respektiertes Recht.
Seine nachhaltigsten Werke waren die in seinem Haus in Rezzato zuerst gegründete wissenschaftlich literarische Akademie und dann insbesondere die 1548 zusammen mit seinem gleichgesinnten Freunden Agostino Gallo und dem Agronomen Camillo Tarello gegründete Agrar-Akademie zum Studium des Ackerbaues und der Kultivierung des Maulbeerbaumes. Diese Agrarakademie war weltweit eine der ersten ihrer Art. Die Akademie stand unter dem Protektorat des Bischofs Bollani und war ein Treffpunkt der Intelligenz und der bedeutenden Persönlichkeiten seiner Zeit. So verkehrten dort z. B. auch der Mathematiker Nicolo Tartaglia und der englische Kardinal Pole, der sein Freund und Förderer war. Die Akademie dürfte bis 1575 bestanden haben. Eine umfangreiche Dokumentation über Literaturquellen und Korrespondenzen erstellte Francesco Grasso Caprioli. Im Erdgeschoss des Renaissance-Palazzo in Rezzato befindet sich ein Raum mit Fresken des Lattanzio Gambara (1530–1574) mit religiösen Motiven. Eine weitere historische soziale Tat war, beeindruckt vom Wirken des Girolamo Miani, der Zusammenschluss mit drei weiteren Adeligen zur Organisation einer wohltätigen Stiftung um Kinder von der Straße einzusammeln.
Chizzola zählt mit Gerolamo Patengola, D. Giovanni Zanetti und Agostino Galli zu den Gründern des Spitals der Unheilbaren, wo Angela Merici (1474–1540) – Gründerin des Ursulinenordens – mit ihrer Schwesterngemeinschaft tätig war. Chizzola war auch an der Errichtung dieser Gemeinschaft, der „Töchter der St. Angela Merici“, maßgeblich beteiligt und mit Agostino Gallo ihr Protektor und Schirmherr. So heißt es von ihm: „di cui si chiamò figlio spirituale“, er nannte sich: „ein geistiger Sohn“ der Angela Merici. Die 1535 unter dem Namen „Compagnia di Sant´ Orsola“ offiziell gegründete Gemeinschaft erhielt ein Haus mit der kleinen Kirche von Santa Afra in unmittelbarer Nachbarschaft zu Chizzola. 1568 sagte Chizzola in einem Prozess über Angela Merici aus, er habe sie am Sterbebett besucht, und zitierte ihre Worte: „Handelt in eurem Leben so, wie ihr es im Augenblick des Todes wünschen würdet gehandelt zu haben“, „… an etwas Anderes erinnere ich mich nicht“.
Zu Weihnachten am 24. Dezember 1563 erhielt er für seine besonderen Verdienste um die Republik Venedig und nach den erfolgreichen Verhandlungen mit den Habsburgern vom Senat die Ritterwürde des Markusordens verliehen. „Er wurde geschmückt mit einer schweren Goldkette mit dem Bildnis des Hl. Marcus“ und erhielt eine jährliche Zuwendung von 300 Dukaten. Mit dieser Ehrung verbunden war das außergewöhnliche Recht den venezianischen Löwen als eigenes Hauszeichen in Wappen, Fahnen und am Siegelring zu verwenden.
Giacomo Chizzola starb nach einem Hinweis auf eine diplomatische Tätigkeit zu den Grenzen am Fluss Oglio vermutlich erst 1588 im Alter von 86 Jahren.

## Privates
Giacomo und sein Bruder Maffeo waren Söhne der Veronica, Schwester von Lodovico und Hieronimo Chizzola, die die beiden Buben adoptiert hatten. Giacomo war verheiratet mit Vittoria Gavazzi, Tochter des Arztes Ludovico Gavazzi. Das Paar hatte sieben Söhne und zwei Töchter. Sohn Hieronimo war „Civitatis Cancellarijs & Notarijs de Collegio Brixiae“ und ohne Nachkommen, Sohn Agostino folgte auf den Spuren von Giacomo Chizzola, übernahm Rezzato und führte die Akademien weiter und war mit öffentlichen Missionen betraut, sodass ihm und seinem Bruder Hieronimo und ihren Dienern vom Dogen das Tragen von Waffen erlaubt wurde. Agostino wurde 1594 ermordet aufgefunden.

## Auszeichnungen
1563 wurde Chizzola für seine vielfältigen Verdienste Cavaliere des Venezianischen Ritterorden von San Marco.